# Brățările dacice
Brățările dacice sunt bijuterii din aur asociate cu dacii. Au fost ascunse în pământ de daci probabil înaintea invaziei romane din anul 105 e.n.
Ele fac parte din tezaurele descoperite cu detectoare de metal și sustrase în perioada anilor 1990 – 2000 de braconieri, din incinta fostelor cetăți dacice de la Sarmizegetusa Regia, în Munții Orăștiei. Au fost ulterior scoase din țară și unele vândute pe piața neagră a antichităților pentru sume de până la 500.000 de euro pentru un astfel de artefact.
Până în 2011 au fost recuperate de statul român 13 brățări. Brățările recuperate se găsesc la Muzeul Național de Istorie a României din București.
În 2015, un număr de 11 brățări spiralice din aur, provenite din zona Sarmizegetusei Regia, erau căutate de autorități în străinătate cu ajutorul FBI și Interpol.
În august 2015, zece membri ai unei grupări infracționale, trimiși în judecată pentru furtul și traficarea mai multor brățări dacice și a unor tezaure de monede antice în valoare de sute de mii de euro, au fost condamnați de magistrații Judecătoriei Deva.
În noaptea de 25 ianuarie 2025, un grup de indivizi a jefuit din Muzeul Drents din Țările de Jos brățările dacice și coiful dacic de la Coțofenești. Acestea erau expuse în cadrul expoziției „Dacia! Regatul aurului și argintului”.